# Écluse de Sulhamstead

L’écluse de Sulhamstead est une écluse sur le canal Kennet et Avon, située à Sulhamstead, dans le Berkshire, en Angleterre.
L'écluse de Sulhamstead a été construite entre 1718 et 1723 sous la direction de l'ingénieur John Hore de Newbury. Cette portion de rivière est maintenant administrée par la British Waterways et connue sous le nom de voie navigable Kennet (Kennet Navigation). L’écluse permet de franchir un dénivelé de 1,25 m (4 pi 1 po).
L’écluse a été reconstruite en 1966 grâce à la collaboration entre le personnel de la British Waterways et des bénévoles.

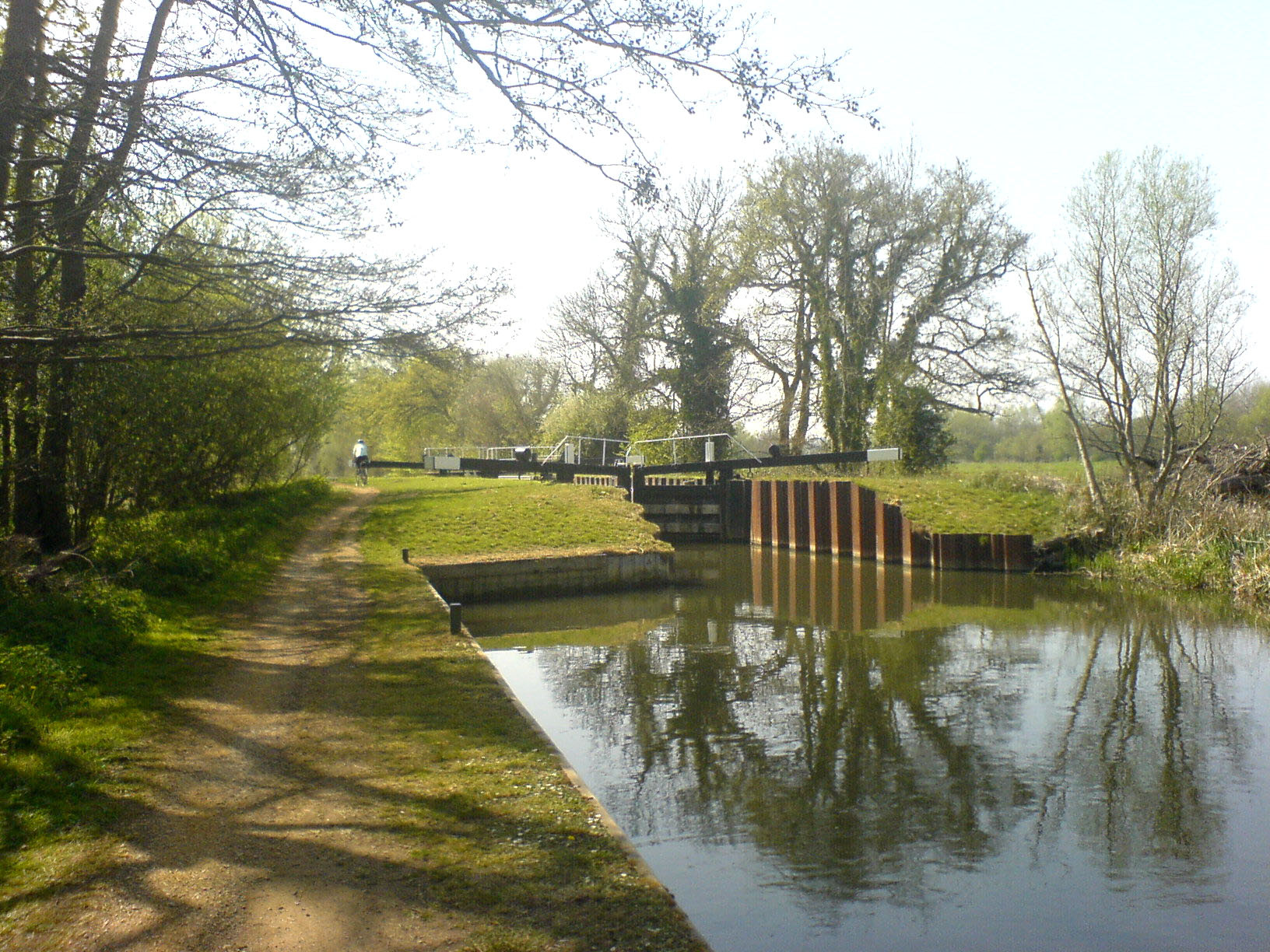
Écluse de Sulhamstead
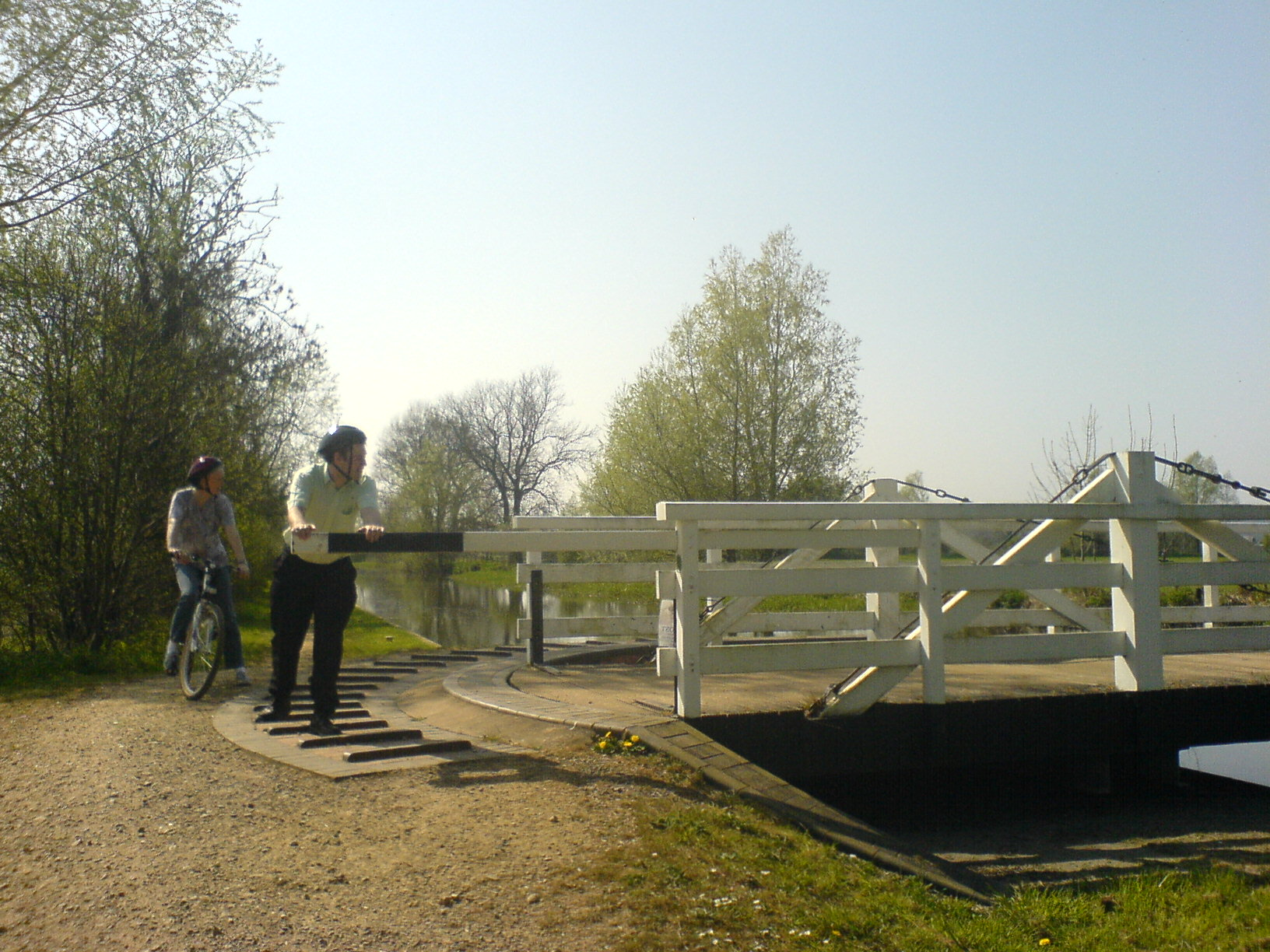
Pont tournant de Sulhampstead (actionné manuellement)